# باكو فان مورسل
باكو فان مورسل (بالهولندية: Paco van Moorsel)‏ (15 ديسمبر 1989 بفيلدهوفن في هولندا - ) هو لاعب كرة قدم هولندي في مركز الهجوم. لعب مع إن إي سي نيميخن ودين بوستش وسبارتا روتردام ونادي غرونينغن ونادي كامبور.

## روابط خارجية
- باكو فان مورسل على موقع قاعدة بيانات كرة القدم.إي يو (الإنجليزية)
- باكو فان مورسل على موقع Soccerway.com (الإنجليزية)
- باكو فان مورسل على موقع عالم كرة القدم.نت (الإنجليزية)